# Movimento Repubblicano Nazionale per la Democrazia e lo Sviluppo
Il Movimento Repubblicano Nazionale per la Democrazia e lo Sviluppo  (in francese: Mouvement Républicain National pour la Démocratie et le Développement) è stato un partito politico ruandese, dal 1975 al 1994 fu il partito al potere in Ruanda sotto la guida del presidente Juvénal Habyarimana. Tra il 1975 e il 1994 quando era conosciuto come Movimento Nazionale Rivoluzionario per lo Sviluppo (in francese: Mouvement Révolutionaire National pour le Développement, abbreviato MRND), l'MRND era l'unico partito legale in Ruanda. Era dominato dall'etnia Hutu, le origini del presidente Juvénal Habyarimana erano del nord del Ruanda, il gruppo d'élite del MRND aveva una grande influenza sul presidente e sulla moglie di quest'ultimo, e fu anche responsabile della pianificazione del Genocidio ruandese era conosciuto come "Akazu".
In seguito al genocidio del Ruanda avvenuto nel 1994, il partito fu reso illegale.

## Storia
Il partito fu fondato da Juvénal Habyarimana il 5 luglio 1975, esattamente due anni dopo che aveva deposto in un colpo di Stato il precedente presidente Grégoire Kayibanda. Habyarimana in poco tempo istituì un effettivo stato totalitario e mise illegale il partito Parmehutu, che era dominato dagli Hutu provenienti dal sud del Ruanda. L'MRND sostituì il Parmehutu nella posizione di partito dominante nello stato. Una nuova costituzione fu promulgata con un referendum nel 1978, rendendo il Ruanda uno stato a partito unico in cui ogni cittadino era automaticamente considerato membro del MRND.
Nelle elezioni presidenziali tenute nel 1978 con Habyarimana come unico candidato, egli fu rieletto con il 99% dei voti. Delle elezioni parlamentari  seguirono nel 1981, con due candidati del MRND che correvano per ciascuno dei 64 seggi. Habyarimana fu rieletto di nuovo nel 1983 e nel 1988, mentre delle elezioni parlamentari furono tenute sotto lo stesso sistema nel 1983 (con l'assemblea nazionale ampliata fino a 70 seggi) e nel 1988.
Il nome del partito fu cambiato nel 1991 dopo la legalizzazione dei partiti d'opposizione. L'ala giovanile del partito, l'Interahamwe, in seguito si sviluppò in gruppo paramilitare che giocò un ruolo fondamentale nel Genocidio del Ruanda. Dopo la morte di Habyarimana avvenuta nell'aprile del 1994; elementi della linea dura del partito furono accanto agli architetti del genocidio; la Coalizione per la Difesa della Repubblica (CDR), che vi giocò un ruolo fondamentale, era originariamente una fazione della linea dura del MRND che divenne un partito separato.
Dopo che la guerra civile in Ruanda fu vinta dal Fronte Patriottico Ruandese, partito di origine Tutsi guidato da Paul Kagame, sia l'MRND che il CDR furono rimossi dal potere e resi illegali nel luglio del 1994.